# Luddhavre
Luddhavre, Helictotrichon pubescens, är en art i familjen gräs.

## Habitat
Luddhavre är allmän i stora delar av Europa och förekommer även i ett område i Centralasien. Har hittats på ett fåtal platser i östra Nordamerika, men är inte ursprunglig där.

### Utgredningskartor
- Norden
- Norra halvklotet

## Biotop
Torra gräsmarker.

## Bygdemål
| Namn      | Trakt | Referens |
|           |       |          |
| Backhavre | Närke | [ 1 ]    |

Dialektalt  på norska dunhavre.

## Etymologi
Avena är latin med den direkta betydelsen just havre. Pubescens betyder hårig (av pubens = med hår). Detta syftar på de hår, som växten har på bladslidorna.